# 18472 Hatada
18472 Hatada este un asteroid din centura principală de asteroizi.

## Descriere
18472 Hatada este un asteroid din centura principală de asteroizi. A fost descoperit pe 12 noiembrie 1995 la Kitami de Kin Endate și Kazuro Watanabe. Asteroidul prezintă o orbită caracterizată de o semiaxă mare de 2,85 ua, o excentricitate de 0,23 și o înclinație de 1,5° în raport cu ecliptica.